# The Animation
The Animation är ett svenskt band från Göteborg som spelar melankolisk pop/rock.¨The Animation är signade till Cosmos Music Group.

## Medlemmar
- André Bramwall
- Johannes Bramwall
- Johan Hasselblom
- Robert S. Carlsson

## Diskografi
- It's Late (singel), Utgiven: 14 okt 2011
- Overboard (singel), Utgiven: 16 jan 2012
- Dance into the unknown (album), Utgiven: 30 jan 2012